# Grand Tour

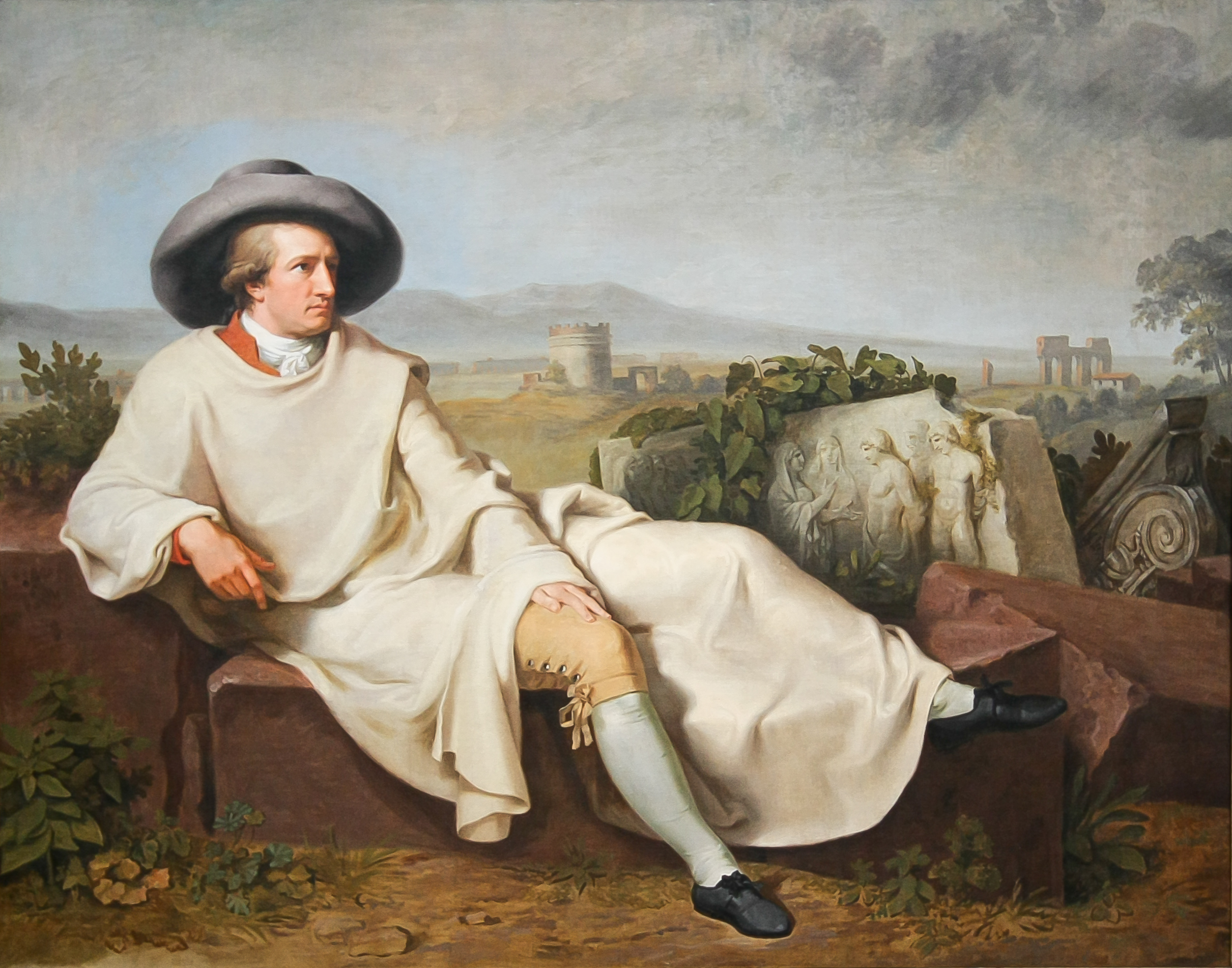
Goethe als camps romans, per Tischbein

Grand Tour va ser el nom donat a un viatge de diversió/instrucció per Europa, que realitzaven principalment els joves de classe mitjana alta per acabar la seva formació. El costum es va imposar des de l'acabament de la Guerra dels Trenta Anys fins a l'inici dels desplaçaments de masses durant la dècada de 1840 amb els ferrocarrils, i el viatge solia anar associat a un itinerari predeterminat. La tradició va continuar fins i tot després dels viatges de masses amb tren i vaixell de vapor, ja que va facilitar el desplaçament dels joves nord-americans a altres llocs del món.